# Dessuadora

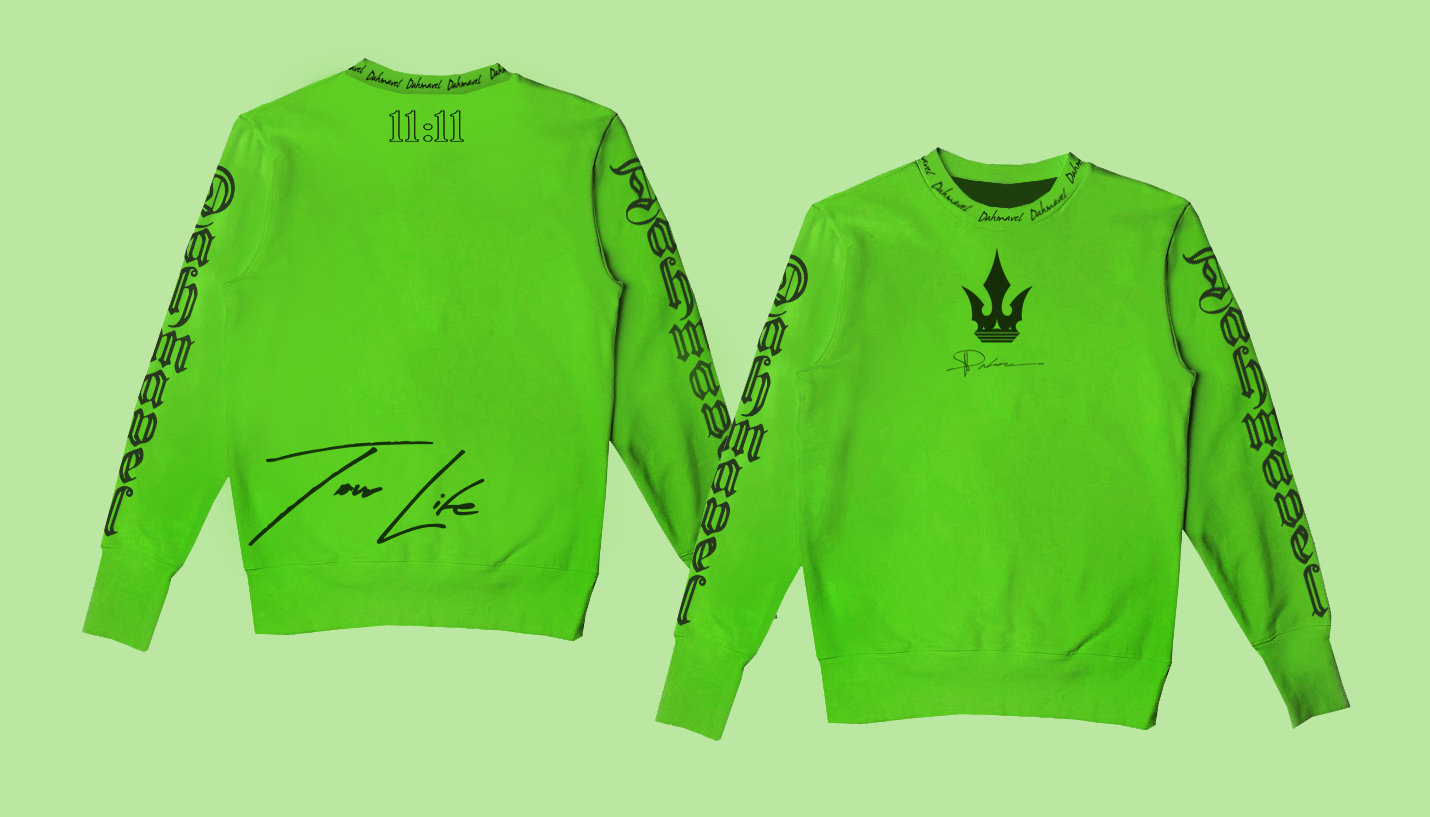
una dessuadora verda

La dessuadora és una peça de roba o camiseta feta d'un teixit de punt de mitja ras, generalment de cotó, de màniga llarga, que hom utilitza com a part superior del xandall o també com a jersei d'esport.
El teixit es pot passar per sota d'una màquina que extreu la pell per dins, la qual s'anomena velló raspallat. La versió lleugera, que s'utilitza a mitja temporada, acostuma a ser sense raspallar, és dir desproveïda del pèl intern (en l'argot comercial també s'anomena pelfa).
Creat originàriament per a la pràctica esportiva, també es fa servir regularment (com jerseis i pul·lòvers).
La dessuadora generalment va de la cintura fins al coll, té mànigues llargues i existeix en diferents versions: amb caputxa, sense mànigues, amb cremallera o amb butxaca central.